# الخالدية (عمان)
الخالدية منطقة سكنية تقع في لواء الجيزة، محافظة العاصمة في الأردن. تنتمي المنطقة لقضاء الجيزة الذي يضم 9 مناطق. يقدر عدد سكانها بـ 681 نسمة حسب إحصاء 2015.

## الوصلات الخارجية
- دائرة الاحصاءات العامة